# José Bosingwa
José Bosingwa da Silva (* 24. srpna 1982 Mbandaka) je bývalý portugalský profesionální fotbalista, který hrával na pozici pravého obránce. Svoji hráčskou kariéru ukončil v roce 2016, a to v dresu tureckého klubu Trabzonspor. Mezi lety 2007 a 2015 odehrál také 26 utkání v dresu brazilské reprezentace.

## Klubová kariéra
Na pozici pravého beka hrál i v portugalské reprezentaci. Je zajímavé, že v reprezentaci i v Chelsea vytlačil z pozice pravého obránce Paula Ferreiru. V roce 2010 již nebyl členem základní jedenáctky Chelsea, pozici převzal srbský fotbalista Branislav Ivanović.
V roce 2009 se neblaze proslavil faulem na hráče Liverpoolu Josiho Benajuna. Faul byl později označen za jeden z nejhorších v historii Premier League.
V červenci 2013 přestoupil z anglického klubu Queens Park Rangers do tureckého Trabzonsporu.

## Reprezentační kariéra
Na pozici pravého beka hrál i v portugalské reprezentaci. Je zajímavé, že v reprezentaci i v Chelsea vytlačil z pozice pravého obránce Paula Ferreiru.